# Combretum goldieanum
Combretum goldieanum är en tvåhjärtbladig växtart som beskrevs av Ferdinand von Mueller. Combretum goldieanum ingår i släktet Combretum och familjen Combretaceae. Inga underarter finns listade i Catalogue of Life.